# Teko (Oost-Lombok)
Teko is een bestuurslaag in het regentschap Oost-Lombok van de provincie West-Nusa Tenggara, Indonesië. Teko telt 3038 inwoners (volkstelling 2010).